# 乌尔夫·达伦
乌尔夫·达伦（瑞典語：Ulf Dahlén，1967年1月21日—），瑞典男子冰球运动员，场上位置是前锋。他曾代表瑞典国家队参加1998年和2002年冬季奥林匹克运动会冰球比赛，均获得第五名。